# Бруни
Бруни (пол. Bruny, нім. Brune) — село в Польщі, у гміні Волчин Ключборського повіту Опольського воєводства.
Населення — 181 особа (2011).
У 1975-1998 роках село належало до Опольського воєводства.

## Демографія
Демографічна структура станом на 31 березня 2011 року:
|          | Загалом | Допрацездатний вік | Працездатний вік | Постпрацездатний вік |
| -------- | ------- | ------------------ | ---------------- | -------------------- |
| Чоловіки | 90      | 18                 | 59               | 13                   |
| Жінки    | 91      | 23                 | 49               | 19                   |
| Разом    | 181     | 41                 | 108              | 32                   |